# M̥
Cette page contient des caractères spéciaux ou non latins. S’ils s’affichent mal (▯, ?, etc.), consultez la page d’aide Unicode.
M̥ (minuscule : m̥), ou M rond souscrit, était une lettre latine additionnelle utilisée dans certaines transcriptions phonétiques ou dans l’écriture du purisimeño. Il s’agit de la lettre M diacritée d’un rond souscrit.

## Utilisation
Dans l’alphabet phonétique international, le symbole [m̥] représente la consonne nasale bilabiale dévoisée. Elle peut aussi être représentée avec un rond suscrit [m̊].
Dans l’orthographie du purisimeño, le m̥ est utilisé pour représenter une consonne dévoisée suivant la notation phonétique américaniste recommandée par WIELD (Western Institute for Endangered Language Documentation).

## Représentations informatiques
Le M rond souscrit peut être représenté avec les caractères Unicode (latin de base, diacritiques) suivants :
| formes    | représentations | chaînes de caractères | points de code | descriptions                                        |
| --------- | --------------- | --------------------- | -------------- | --------------------------------------------------- |
| capitale  | M̥               | M◌̥                    | U+004D U+0325  | lettre majuscule latine m diacritique rond souscrit |
| minuscule | m̥               | m◌̥                    | U+006D U+0325  | lettre minuscule latine m diacritique rond souscrit |